# Hosszúhetény
Hosszúhetény es un pueblo ubicado en el distrito de Pécs, en el condado de Baranya, Hungría.

## Superficie
Posee una superficie de 45,27 kilómetros cuadrados.

## Demografía
Hasta 2019 la población era de 3383 habitantes, con una densidad de población de 74,73 habitantes por kilómetro cuadrado.